# しあわせのかたち
『しあわせのかたち』は、ファミコン通信に1986年6月20日号（創刊号）から1994年3月4日号まで連載されていた桜玉吉作の漫画である。全228話。桜玉吉初期の代表作。
隔週刊時と週刊時で内容が大きく異なる。

## 概要（隔週刊）
第1話 - 第105話（1986年6月20日号 - 1991年3月22日号）
隔週刊時はテレビゲームを題材としたギャグ漫画。ページ数は初期は2ページだったが増やされ、最終的には4ページとなる。
基本的にはゲーム漫画だが、複数のゲームや作者の趣味をミックスするというストーリー手法やコミカルなキャラクターなどで人気を博した。
初期の登場人物は題材となるゲームに依存していたが、「ゆうめいRPGII」から「おまえ」「コイツ」「べるの」の3人が登場、週刊化まで名や格好を題材にあわせて変えたかたちでレギュラー化した。なお、「ゆうめいRPGII」は連載時はそのまま「ドラゴンクエストII」というタイトルを使用していたが、メーカーからのクレームにともない、単行本では修正された。
終盤の「エフゼロエグゼス」連載途中で作者が体調不良になり、週刊化までしばらく休載となった。エフゼロエグゼスの続きは単行本に書き下ろし収録されている。

### 題材となったゲーム
後の「」内は漫画作中でのタイトル。
- グラディウス（ファミコン）
- スクーン（ファミコン）
- テニス（ファミコン）「スーパーテニスの伝説」
- 麻雀（ファミコン）
- メトロイド（ディスクシステム）
- 悪魔城ドラキュラ（ディスクシステム）
- プロレス（ディスクシステム）
- もえろツインビー（ディスクシステム）
- 光神話 パルテナの鏡（ディスクシステム）
- ドラゴンクエストII 悪霊の神々（ファミコン）「ゆうめいRPGII」
- ダイナマイトボール（ファミコン）
- 北海道連鎖殺人 オホーツクに消ゆ（ファミコン）
- めざせ!パチプロ パチ夫くん（ファミコン）
- エキサイティングビリヤード（ディスクシステム）、サイドポケット（ファミコン）「エキサイドポケットビリヤード」
- プロ野球ファミリースタジアム'88（ファミコン）
- ファミコンウォーズ（ファミコン）
- 熱血高校ドッジボール部（ファミコン）
- ネクタリス（PCエンジン）「ネクタウサ」
- テトリス（ファミコン）「まんがてとりす」
- ワンダーモモ（PCエンジン）「ワンダーオオ」
- 遊遊記（ディスクシステム）「遊遊夕月決めました!」
- ドラゴンクエストIV 導かれし者たち（ファミコン）「遊遊ゆうめいRPGIV」
- 桃太郎電鉄 (ファミコン) 「遊遊ゆうめいRPGIV」
- Dr.マリオ（ファミコン）「DR.オリマ」
- F-ZERO（スーパーファミコン）「エフゼロエグゼス」
- エグゼドエグゼス(ファミコン) 「エフゼロエグゼス」(タイトルの語呂合わせのみ)

## 概要（週刊）
第106話 - 第228話（1991年7月26日号 - 1994年3月4日号）
ファミコン通信が隔週刊誌から週刊誌になったことに伴い、ページ数が2ページとなり復活する。連載時のタイトルは「週刊しあわせのかたち」に変更され、内容もゲーム漫画から、作者の日常をつづる日記漫画と変貌する。日記漫画の系譜は作者が執筆するその後の作品に長く受け継がれることとなる。
ポップな画風は隔週刊時代のものを継承していたが、連載後期で「しあわせのそねみ」と呼ばれる写実風の絵柄で、暗くひねくれた作風の作品を数回にわたり展開した。「そねみ」の作風は一回のみの予定ではあったが、後のエッセイ風漫画の作風の実質的なプロトタイプとなる。
また不定期で「ラブラブルート21」という暗黒舞踏漫画を掲載。ファミコンと全く関係ない内容にもかかわらず、アンケートで上位となった。

## 主な登場人物
※声優はOVA版のもの。
おまえ
声 - 古本新之輔
『ゆうめいRPGII』（『ドラゴンクエストII』）より登場。由来はローレシアの王子。力はあるが単細胞。初登場時は比較的理性を保っていたが、話が進むにつれて破天荒なキャラクターに変貌していく。おまえ、コイツ、べるのの3人は合わせて「例の3人組」と呼ばれる。
本名不詳。単行本2巻では「マンジョーメおまえ」と紹介されているが、この設定が明確な本名として作中で使われたことはない。年齢は15歳前後と推定されるが、これも『ゆうめいRPGII』で言及された一回のみであり、以降は言及されたことはない。彼に限らず「例の3人組」については設定が一定していない(作中でこのことを扱ったネタもある)。
コイツ
声 - 山寺宏一
『ゆうめいRPGII』より登場。由来はサマルトリアの王子。お調子者で女好き。漫画では貴重なツッコミ役。
やはり本名不詳。単行本2巻では「こいつ一平」と紹介されているが、この設定が明確な本名として作中で使われたことはない。年齢は16歳前後と推定されるが、これも『ゆうめいRPGII』で言及された一回のみであり、以降は言及されたことはない。唯一年齢について言及があるべるのと同学年であることから、辛うじて推定できるのみである。
べるの
声 - 佐久間レイ
『ゆうめいRPGII』より登場。由来はムーンブルクの王女で、漫画のヒロイン的存在。苗字は本田、桜井、鈴木の三つあり、登場時によって変わる。耳が4つあるが、理由は大人の事情でふれてはいけないことになっている。水森亜土の影響で語尾に「-お」をつけて喋ることが多い。
年齢については登場時期によって差異があり、初登場である『ゆうめいRPGII』では17歳とされている。以降の作品では19歳、20歳前後、16歳と変遷している。
父（声 - 立木文彦）、母（声 - 鷹森淑乃）、弟（くりお）（声 - 山口勝平）がいる。この一家の姓は本田。サラリーマンである父の勤め先もホンダである。べるの、弟のくりおはかつて存在していたホンダのディーラーのベルノ店、クリオ店から採られている。
アリア
声 - 渕崎ゆり子
べるのの同級生。女性。スペシャルから登場。非常に強い。名前の由来は『ドラゴンクエストIII そして伝説へ…』の「アリアハン」より。
栗林キミエ
声 - 勝生真沙子
お色気担当の謎の女性。下着が見えることが多い。妹は栗林ラミエ。
しもん
声 - 中村大樹
『悪魔城ドラキュラ』より登場。本編では主人公として活躍した。なぜかのちに暗いキャラクターとして再登場、定着する。『悪魔城ドラキュラ』で主人公をやって以降漫画にしばらく登場しなかったため、スペシャル以降ではレギュラーメンバーであることにこだわるようになり、『遊遊夕月決めました!』ではメインキャラの立ち位置を手に入れる為に仏門にまで入る。
ムキちゃん
声 - 青木和代
初期によく出てきた猫のようなアイキャッチキャラクター。作者によるとヌシらしい。ユーキちゃんという亜種(?)が紹介されたこともある。
ミジンコぴんぴん
オホーツクに消ゆより登場。天気の良い日に空を見上げると見えるミジンコのような物。最初はおまえの目の中にいたが、実体化ののちアイドル化。意外と強い。玉吉の幼少時に体験したミジンコぴんぴん現象から生まれたキャラクター。
軍隊長
声 - 玄田哲章
スペシャルより登場。登場時はいさましかったが、のちにいじめられるようになる。
ご隠居
声 - 北村弘一
スペシャルより登場した老人。大映魔人研究所所長（実際はちりめん問屋の隠居）。
担任教師ルゲ
声 - 青野武
『ワンダーオオ』より登場。例の3人組のクラス担任。『おやぢの惑星』に出てくるようなキャラクター。どちらかといえばアニメ・CDドラマの方が活躍している。
パーポくん
声 - 玉川紗己子
スペシャルより登場。警視庁のピーポくんが由来。『水晶の滑鼠』では万世橋署勤務という設定になっている。
桜玉吉
この漫画の作者で、常に黄色いお面をかぶって登場する。隔週刊ではちょい役として登場していたが、週刊では主人公となる。アニメでも本人が声を演じている。
ちょりそのぶ
玉吉の高校時代の同級生で、漫画の着色を担当している。モデラー。頭にベニテングタケがはえている。のちに「ちょりぞう」と呼ばれる。口数が少なく淡々としたキャラクターでツッコミをいれる。
サイバー佐藤
玉吉の高校時代の同級生。週刊MSXの編集者。耳に常に耳かきがさしてある。玉吉によって、職場でホモ疑惑が掛かっていることを暴露される(当人は疑惑がかかっていることを把握していなかった)。
田中パンチ
しあわせのかたちの初代担当。本名がフォークシンガーの加川良と同じなため「加川良」と呼ばれることもある。玉吉によると外見はねじめ正一に似ているらしい。アニメでも本人が声を演じている。
金ちゃん
2代目担当。LETTERS伝言板の「編集者K」としてもおなじみだった。後に副編集長に。
ナッキー
週刊時代以降の着色担当。首を痛めて通っていた診療所で発掘された。最初のあだ名は「ゼータちょりそ」。ちょりそのぶとどこか容姿が似ていることから名づけられたとのことであるが、名前が「なか○○」であることから、後に「ナッキー」に改められた。男性であるが、途中から「バランスを考えて」女性として描かれることになる。
ヒロポン
週刊時代の担当。茶色く染めた長髪のロッカー風の出で立ち。当初は真面目な性格のキャラクターだったが、途中から奇怪な声を出したり鼻提灯を膨らましている変なキャラクターとなった。通称「鼻提灯」後に「シロセくん」と呼ばれる。
モデルとなった編集者・広瀬栄一は当初のキャラクター通りの真面目な人物でキャラが立たず、玉吉と広瀬が相談して「鼻ちょうちんを膨らました変なヤツ」にしたとのこと。『そねみ』からデフォルメが強烈になり、語尾に無意味な単語をつけて話す、精神障害者一歩手前の奇人に描かれている。
A書店のO村さん
『ブロイラーおやじFX』の担当者。ここでは穏当そうでプロレス好きな人物として登場する。
カメさん
後半から登場したアシスタント。緑色のヘルメットをかぶっていて口の中に2つの穴があいている。モデルは『シャーマンキング』をのちに書くデビュー前の武井宏之。
田中庇
『ラブラブルート21』に登場する青年。暗黒舞踏の踊り手。ひさ子に寄生している。普段はコートが似合うおとなしめな青年だが、暗黒舞踏を踊る時は全身が白い姿になり、舞踏に没頭するあまりに、人の行動を妨害するひねくれた性格に変貌する。
ひさ子
『ラブラブルート21』に登場する女性。庇の彼女で働き者。ゲーム誌にもかかわらずゲームが嫌い。

## ドラマCD
しあわせのかたち番外編（1991年）
発売：ハピネット・ピクチャーズ
ご隠居と担任教師ルゲが活躍するオーディオドラマ。OVAのOPとEDを収録
しあわせのかたち / 水晶の滑鼠（2枚組）（1992年）
発売：ハピネット・ピクチャーズ
監督/脚本：押井守
例の3人組（の中の人）がほぼ全部の役を演じている多重構造ドラマ。1枚目が本編、2枚目はサウンドトラック。
「古本新之輔」「山寺宏一」「佐久間レイ」が演じるところの「おまえ」「コイツ」「べるの」が、「さくらだまきち」(彼は「土師孝也が声を当てている」)をナレーターとし、現代日本(秋葉原なのだが通貨は「ゴールド」で「セミ人間」がいる)での探偵ものTRPG『ふしあわせのかたち　水晶のマウス』のリプレイをやる、という複雑な構造のため、CDに封入されてるブックレット内の漫画で「1回聴いただけじゃよくわかんない」と言われてしまっている。最終的にキャラクターが現実世界の録音ベースに殴り込みして事態が混沌とし、その場しのぎで犯人を決めて決着するが、その後「真犯人」を警察に引き渡して物語は終了する。
『トーキング・ヘッド』と『不帰の迷宮』の元ネタといわれている。
べるのの日記 恋のリミックスだお（1995年）
発売：メディアリング
演出：とまとあき（ドラゴンクエストのオーディオドラマの演出家）
べるのの初恋を描くショートオムニバスドラマ。これも例の3人組（の中の人）がほとんどの役を演じている。
ちなみに初恋の相手はあいつというオリジナルキャラ。なぜかアニマル浜口が特別出演。

## OVA
1990年から1991年にかけて全4巻が発売。1巻2話形式で全8話。第1巻1話に桜玉吉と田中パンチが本人役で出演、第3巻に金田伊功が絵コンテ、作画監督、原画として参加している。
スタッフ
- 原作 - 桜玉吉
- 企画・録音制作 - オムニバスプロモーション
- 監督 - 貞光紳也
- シリーズ構成 - 小山高生
- キャラクターデザイン - 後藤隆幸
- 美術監督 - 竹田悠介
- 撮影監督 - 鳥越一志
- 録音監督 - 千葉繁
- 音楽 - 川井憲次
- プロデューサー - 斯波重治、石川光久、久保真
- 制作 - アイジータツノコ
- 製作 - メディアリング

各巻リスト
| 巻数  | サブタイトル                                 | 脚本              | 絵コンテ | 演出     | 作画監督          |
| ----- | -------------------------------------------- | ----------------- | -------- | -------- | ----------------- |
| 第1巻 | キリングキトラ来襲 / ワンダーオオ            | 小山高生 三井秀樹 | 貞光紳也 | 貞光紳也 | 黄瀬和哉 後藤隆幸 |
| 第2巻 | オホーツクに消ゆ / 対決! スーパーテニス      | 小山高生 三井秀樹 | -        | -        | 後藤隆幸 神野高史 |
| 第3巻 | ワンダーオオ守れ海原!! / 建設現場の謎を暴け! | 千葉克彦 荒川稔久 | 金田伊功 | -        | 金田伊功          |
| 第4巻 | 暗黒魔王疾風編 / 暗黒魔王怒濤編              | 三井秀樹          | -        | -        | 後藤隆幸          |

## 刊行物
コミックス
- しあわせのかたち1 ISBN 9784756106254 （旧版）ISBN 9784757717251 （改訂版）
- しあわせのかたち2 ISBN 9784756106278 （旧版）ISBN 9784757717268 （改訂版）
- しあわせのかたち3 ISBN 9784756106285 （旧版）ISBN 9784757717275 （改訂版）
- しあわせのかたち4 ISBN 9784756106834 （旧版）ISBN 9784757717282 （改訂版）
- しあわせのかたち5 ISBN 9784756109095 （旧版）ISBN 9784757717299 （改訂版）
- しあわせのかたち5 デラックス

出版：アスキー（1992 - 1994年初版）、エンターブレイン（2004年改訂版）
最初に刊行された1巻と2巻はファミコン通信の別冊扱いとして、ファミ通コミックス名義のカバー無しのムックとして発売された。この為、後に発売されたアスキーコミックス版やビームコミックス版とは版型が異なる。5巻のデラックス版はアスキームックとしてCDの付録付きで発売。内容は桜玉吉と餅月あんこのデュエットによるウッドボールの歌。ムックの付録扱いとして発売。
100回記念のクイズ企画やプレゼント発表や内輪話の回など、一部の雑誌掲載分は単行本には収録されていない（5巻デラックス版のカバーを外すと、1ページ分のラフ画のみ確認できる）。
大人の事情により1巻には第4回分（ファミコン通信連載時に没になり未掲載）が収録されていない。後にCD無し廉価版の5巻と愛蔵本に「廉価版のみ収録」というテロップがタイトルに付与されて追加収録された。
愛蔵版
- しあわせのかたち 愛蔵本1-1
- しあわせのかたち 愛蔵本1-2
- しあわせのかたち 愛蔵本2-1
- しあわせのかたち 愛蔵本2-2
- しあわせのかたち 愛蔵本3-1
- しあわせのかたち 愛蔵本3-2

出版：アスペクト（2000年）
電子書籍化にあたり書籍版の各巻が２冊ずつに分冊化された。
愛蔵本全巻+玉吉のかたちの最後のページにある応募券を集めて送ると、新作漫画収録の小冊子「しあわせのかたち2000」と、「しあわせのかたち」の生原稿一コマ分が全員プレゼントという特典があった。

### その他
まんがの森 看板・広告
看板は旧高田馬場店（現コアブックス）、渋谷店（閉店）、町田店（閉店）に設置されていたもので、単行本の表紙をアレンジしたイラストが使われていた。
広告は吉祥寺駅構内に掲示されており、べるののイラストが使われていた。